# بازی کژوال

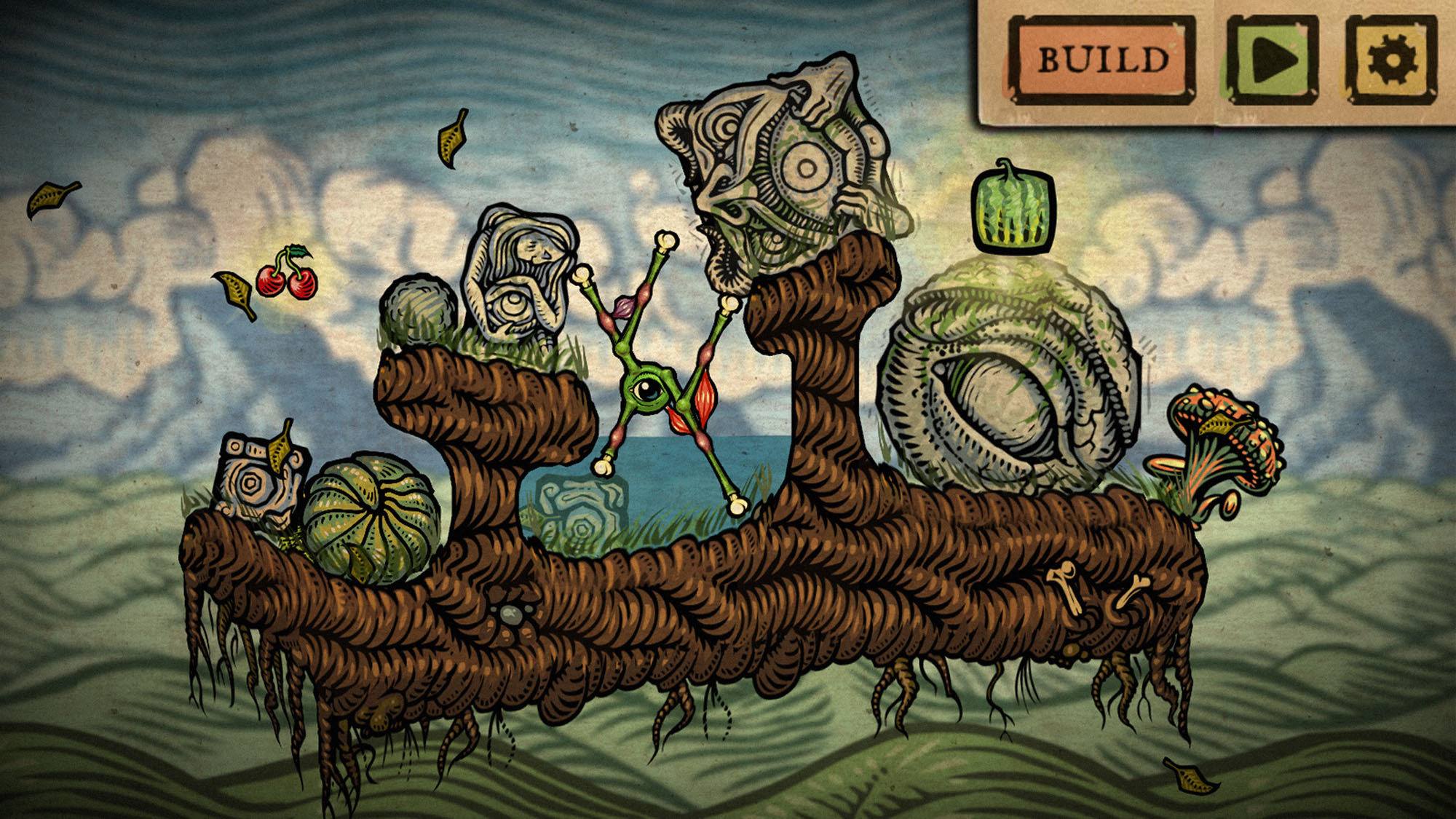

بازی کژوال (به انگلیسی: Casual game) یک بازی ویدویی است که برای گروه خاصی در نظر گرفته نشده‌است. در واقع بازی Casual می‌تواند در هر نوع گیم پلی یا در هر سبک قرار بگیرد.
بازی‌های کژوال معمولاً در وب بر روی کامپیوترهای شخصی بازی می‌شود، هر چند این بازی‌ها بر روی تلفن همراه و کنسول بازی در حال محبوب شدن هستند.

## ویژگی‌ها
بیشتر بازی‌های کژوال دارای ویژگی‌های زیر می‌باشند
- گیم پلی بسیار راحت، مانند بازی‌های پازل که با یک دکمه موس یا صفحه دکمه یا صفحه لمس موبایل می‌توان بازی کرد.
- شخص بازی‌کننده می‌تواند در زمان‌های خیلی کوتاه بازی را انجام دهد؛ مثلاً در زمان استراحت کاری، در حال حمل و نقل یا هنگام انتظار در صف، می‌تواند بازی را بر روی موبایل‌ها و کنسول‌های قابل حمل انجام دهد.
- دسترسی آسان به مرحله آخر بازی،[۱] یا بازی‌های بدون انتها که امکان ذخیره کردن برای آن‌ها وجود ندارد.